# Ruta Provincial S 271 (Córdoba)
La Ruta Provincial S-271, es una breve ruta argentina, de la provincia de Córdoba, ubicada en el centro oeste entre las cordones montañosos de Sierras Chicas y Sierras Grandes.
Es una ruta estratégica, ya que conecta dos de las regiones turísticas más importantes de la Provincia: el Valle de Punilla y el Valle de Calamuchita, sin tener que atravesar grandes centros urbanos. Debido a esto, está llamada a convertirse, con el paso del tiempo, en una de las rutas más transitadas de la provincia, ya sea por cuestiones turísticas o comerciales.
Solamente poco más de 5 km de toda su extensión, no están asfaltados, pero no afecta a su trazado, ya que se utiliza una ruta paralela que sí lo está.
Su kilómetro cero se encuentra en la localidad de San Antonio de Arredondo, en el km 8 de la  RP 14 . Allí inicia su derrotero como ruta asfaltada, hasta alcanzar el km 93 de la  RP 34 . Allí inicia su tramo de ripio hasta encontrarse con el km 8 de la  RP E-96 . En este punto interrumpe su recorrido y lo reinicia unos kilómetros más adelante, en la rotonda conocida como Rotonda de los 5 Valles. Aquí reinicia su derrotero en forma solitaria, adentrándose en el Valle de Paravachasca, donde cruza numerosos cursos de agua, provenientes de vertientes de las sierras grandes. Es paso obligado para alcanzar la pequeña localidad serrana de San Clemente, Pampa Alta y acceder a parajes ubicados en el faldeo oriental de las Sierras Grandes.
Así, llega a la margen occidental del Lago Los Molinos, en la localidad de Potrero de Garay, más exactamente en la rotonda en que se erige una obra del escultor Antonio Seguí, denominada El Gaucho Urbano, continuando allí su derrotero hacia el sur, y atravesando el paraje Los Espinillos, y la comuna de Los Reartes, para finalizar en la localidad de Villa General Belgrano y luego de recorrer unos 80 km aproximadamente.